# Jaume Roure i Prats
Jaume Roure i Prats (Palafrugell, 3 de març de 1858 - Girona, 1938) fou un polític i propietari rural català, president de la diputació de Girona i diputat a les Corts Espanyoles durant la restauració borbònica.

## Biografia
Fou fill de Francesc Roure, llavors regidor de Palafrugell, i de la seva esposa, Narcisa Prats. La seva família era una de les més importants de la població, amb l'avi Vicenç Roure com a alcalde al ciutat (1850-1852) i el pare d'en Jaume que fou regidor de l'ajuntament (1857-1862).
Fou el cacic més important de la comarca, i el seu poder arribava als municipis de Vidreres, Maçanet de la Selva, Hostalric, Santa Coloma de Farners, Sant Feliu de Guíxols, Palamós, Palafrugell, La Bisbal, Santa Cristina i Castell d'Aro. Posseïa una fàbrica de farines i era l'amo del diari Heraldo de Gerona, fundat per ell el 1898. Fou alcalde de Llagostera de 1897 a 1909, president de la Diputació de Girona, governador civil de les províncies de Ciudad Real, Palència i Tarragona. Inicialment fou conservador, però després, com a cap del Partit Liberal a Girona, fou elegit diputat pel districte de La Bisbal d'Empordà a les eleccions generals espanyoles de 1901 i senador per Girona de 1903 a 1907.
Es va casar amb Maria Dolors Brauget-Massanet i Riera el 7 de març de 1880 i aquell mateix any foren pares del polític Francesc Roure i Brauget-Massanet.